# Morelia (Caquetá)
Morelia es un municipio localizado en el Departamento del Caquetá al sur de Colombia.

## Símbolos

### Escudo
Escudo de Morelia
El escudo de Morelia consta de tres campos y dos lanzas a lado y lado, que representan la conquista, el esfuerzo y asentamiento de nuestros antepasados.
En el primer campo se observan dos brazos sujetados de la mano como símbolo de la unión y la esperanza de nuestro municipio; en el segundo campo se representa las playas y el río Bodoquero como símbolo del turismo; y en el último campo está representado por la ganadería, las montañas y los cananguchales como símbolo de prosperidad y riqueza natural que representa a los morelianos.

### Bandera
Bandera de Morelia
Identificada con los colores blanco, amarillo, verde, café y azul; y cuatro símbolos que representan la riqueza intelectual y ecológica de las gentes y región de nuestro municipio respectivamente. El fondo blanco junto con la paloma representa la paz, la armonía y la tranquilidad que por años nos ha rodeado. El sol: representa la gallardía y el esfuerzo continuo que tuvieron los fundadores que colonizaron estas tierras, además de las inmensas riquezas de nuestros suelos. El Árbol: representa la riqueza de nuestra fauna y de los bosques, pilares de nuestra economía. El Azul: representa las aguas que bañan nuestro territorio siendo nuestros atractivos turísticos. El autor de la bandera es el Honorable concejo municipal; adoptada mediante el acuerdo N.º 015 de 10 de junio de 1999.

## Historia
Fecha de fundación: 23 de junio de 1922
Nombre del/los fundador (es): Peregrino Garcia y Querubin de la Pina
Reseña histórica: En la orillas del río Bodoquero se fundaron varias poblaciones, tales como : "la Bodoquerita"(1789) y "Santa Barbara de la Bodoquera" (1791).
En el siglo XX, el río Bodoquero se convirtió en sitio obligado para pernoctar quienes viajaban entre Florencia y Belen, ya que el río esta a mitad de camino entre esas dos poblaciones.
La idea de fundar un población surgió en julio de 1921, cuando el comisario del Caqueta, Peregrino Garcia y el sacerdote Querubin de la Pina, pecnotaron varios días, detenidos por la crecientes del río.
El pueblo se fundó en la finca "MORELIA" propiedad de Salomon Monje, para lo cual se hicieron unas mingas en agosto de 1921, a fin de rozar los rastrojos.
Mediante el decreto 23 de junio de 1922 Garcia creó el corregimiento del Bodoquero, señalando como capital a Morelia.
El pueblo se fundó en un sitio bajo y cenagoso, por lo cual debió ser traslado el 29 de junio de 1946 a su actual lugar, después de varias inundaciones.
En 1950 Morelia fue descendida de corregimiento a inspeccion, dependiente de Belén. Volvió a recobrar su categoría a partir del 1 de agosto de 1965, siendo su primer corregidor Nicolas Ricardo, quien durante 5 años ocupó el cargo.
Finalmente, según la Ordenanza 03 del 12 de noviembre de 1985 y registrada el 1 de enero de 1986, se crean ocho (8) nuevos Municipios en el Departamento del Caquetá, entre ellos el de Morelia.

## Geografía
Descripción Física:El municipio de Morelia se localiza al suroccidente de la ciudad de Florencia, capital del departamento del Caquetá, de la cual dista 24 kilómetros, en un punto intermedio entre Florencia y Belén de los Andaquíes sobre la carretera Marginal de la Selva. La cabecera municipal está ubicada a 1°29′25″ de latitud norte y 75°43′43″ de longitud oeste y tiene una altura sobre el nivel del mar de 258 metros.
El municipio es eminentemente rural, comprende una extensión de superficie de 46468 hectáreas (464.7 km²), y cuenta con el suelo urbano más pequeño del Caquetá. Su territorio se distribuye en cuatro grandes paisajes geomorfológicos: paisaje de Montaña, paisaje de Piedemonte, paisaje de Lomerío amazónico y el paisaje de Valle aluvial.

## Límites del municipio
Morelia limita con los siguientes municipios:
Al norte: Belén de los Andaquíes
Al occidente: Belén de los Andaquíes
Al oriente: Florencia y Milán
Al sur: Milán y Valparaíso
Sus límites fueron establecidos según la ordenanza N.º 3 de 12 de noviembre de 1985.
Extensión total: 474,120 km²
Extensión área urbana: 0,311 km²
Extensión área rural: 473,747 km²
Altitud de la cabecera municipal (metros sobre el nivel del mar): 258
Temperatura media: 24.4 °C
Distancia de referencia: 24 km de la Capital Florencia

## Ecología
El clima de Morelia se caracteriza por lluvias abundantes, temperaturas moderadamente altas y alta humedad atmosférica, con una precipitación media anual de 3.493 mm.
Temperatura, La temperatura promedio es de 24.4 °C y presenta un comportamiento inversamente proporcional a la precipitación, lo cual implica que a mayor precipitación menor es la temperatura y viceversa.
La épocas de mayor temperatura esta dada en los meses de noviembre, diciembre, enero y febrero
La épocas de mayor precipitación esta dada en los meses de marzo a octubre.
No obstante, por su localización geográfica de centralidad departamental, por su cercanía a Florencia y por su gran potencial de recursos hídricos y paisajísticos, otras actividades del sector terciario como los servicios, especialmente de educación y el Ecoturismo de fin de semana, presentan algunas oportunidades para el desarrollo municipal.
Los suelos de Morelia corresponden a los paisajes de montaña, piedemonte, lomerío y valle (en correspondencia con la clasificación geomorfológica de la vertiente oriental de la cordillera Oriental y de la parte noroccidental de la planicie amazónica).
El río Bodoquero nace en territorio del municipio de Belén de los Andaquíes a una altura superior a los 1.800 m s. n. m., tiene una extensión de 65 km, un caudal medio de 48.40 m3/s y un rendimiento promedio de 27.2 l/s/km, a la altura del puente de Morelia (estación Morelia del IDEAM).

## Economía
La actividad económica de nuestro Municipio se deriva principalmente de la ganadería, la agricultura y el turismo; En la Ganadería La productividad depende de las fluctuaciones de los productos en el mercado (leche y carne), la leche presenta estabilidad en los precios gracias a la empresa multinacional Nestlé, quien adquiere una gran parte de la producción, otra es comercializada por los cruderos que la venden en Florencia y/o las queseras particulares.
El mercado de la carne depende de la demanda del interior del país y su comercialización se hace a través de intermediarios, por estas razones la ganadería de doble propósito se ha impuesto en el municipio y representa su futuro en el sector rural, desde luego haciéndola más sostenible y competitiva.
El hato ganadero asciende a 32 000 cabezas de ganado bovino con una producción de leche aproximada de 15 000 litros diarios.
En el sector agrícola predomina el cultivo del Caucho Natural con 300 hectáreas plantadas, las cuales se encuentran ubicadas en su mayoría en las Veredas Bolivia, Cumaral, Sinaí, Rochela Alta, además encontramos cultivos de cacao, plátano de excelente calidad, piña y la Piscicultura con más de 250 000 kg/año
El Turismo se constituye en la principal actividad económica del Municipio, gracias al cristalino Río Bodoquero, escenario predilecto de propios y turistas, quienes los fines de semana disfrutan de sus refrescantes aguas, convirtiendo de esta manera al Municipio de Morelia como destino predilecto para realizar los tradicionales sancohos en la playa, así mismo para fomentar el comercio informal derivado de las tradicionales empanadas de cambray y de carne, la exquisita avena, las deliciosas tortas de frutas del "aleman", incrementando de esta manera el sector turístico y económico.

## Vías de comunicación
Aéreas: Desde el interior del país hasta el Aeropuerto Gustavo Artunduaga Paredes de la ciudad de Florencia y de Florencia por vía terrestre carreteable
Terrestres: Desde Florencia por una buena vía carreteable, con una distancia de 20 km y un tiempo estimado de 20 minutos aproximadamente.
Fluviales: No tenemos vías fluviales ya que el caudal del río no lo permite.